# رود تانا
تانا رودی جاری در مرکز کنیاست که تقریباً بین ۷۰۸ تا ۸۰۵ کیلومتر طول داشته و درازترین رود کنیا شناخته می‌شود. این رود در پایان مسیر قوسی‌شکل خود به اقیانوس هند می‌ریزد.

## مشخصات
رود تانا از رشته‌کوه آبردر و کوه کنیا سرچشمه گرفته و در جهت شمال شرقی جریان می‌یابد. این رود در مسیرش از آبشار ۱۳۴ متری کیتارو به منطقه‌ای نیمه‌بیابانی که مسیر میانی رودخانه را تشکیل می‌دهد فرو می‌ریزد.پس از آنکه تانا مسیر نیم‌دایره‌ای‌شکل وسیعی را می‌پیماید به سمت جنوب تغییر مسیر داده و وارد دره‌ای پهناور می‌شود. این رود سپس از آنجا مسیری پیچ و خم‌دار را در دشتی سیلابی و سیل‌خیز می‌پیماید تا در نهایت در خلیج فورموزا در کیپینی به اقیانوس هند می‌ریزد.
تانا طولانی‌ترین رود کنیاست اما تنها در حدود ۲۴۰ کیلومتر از بالادست رودخانه قابل کشتی‌رانی برای قایق‌های کوچک است که این کار نیز اغلب به سختی صورت می‌گیرد.
آب مورد نیاز شهر نایروبی توسط سد ساسوموا که در بخش بالایی حوضهٔ آبریز رودخانه احداث شده تأمین می‌شود. همچنین در مکان آبشار کیتارو سد برق‌آبی کینداروما قرار دارد و با انجام پروژهٔ آب‌رسانی در امبو، آب مورد نیاز شالیزارهای منطقه تأمین می‌شود.